# چاپادا دا ناتیویداد
چاپادا دا ناتیویداد (به پرتغالی: Chapada da Natividade) یک منطقهٔ مسکونی در برزیل است که در توکانتینس واقع شده‌است. چاپادا دا ناتیویداد ۱٬۶۷۱ کیلومتر مربع مساحت و ۳٬۳۳۱ نفر جمعیت دارد.